# Абдалла ибн Халид Аль Сауд
Абдалла́ ибн Хали́д Аль Сау́д (араб. عبد الله بن خالد بن سلطان آل سعود‎; род. 13 февраля 1988) — саудовский принц и дипломат, посол Саудовской Аравии в Австрии (с 2019), Словакии и Словении (с 2020 года).

## Биография

### Происхождение и образование
Принц Абдалла ибн Халид родился 13 февраля 1988 года в семье принца Халида ибн Султана Аль Сауда и его супруги, принцессы Абир бинт Турки Аль Сауд.
Закончил Колумбийский университет в 2010 году, получив степень бакалавра в области экономики.
В 2015 году закончил Школу менеджмента Слоуна, получив степень магистра делового управления.

### Карьера
Начал карьеру в качестве исследователя на фондовой бирже.
В 2017 году был назначен советником при королевском дворе.
В апреле 2019 года принц Абдалла ибн Халид был назначен послом Саудовской Аравии в Австрии, а спустя полгода в сентябре того же года был назначен постоянным представителем Саудовской Аравии при ООН.
21 января 2020 года был назначен послом Саудовской Аравии в Словакии и Словении.